# Tamarugite
La tamarugite è un minerale.